# Dalaj Eegol
Dalaj Eegol, znan tudi pod prejšnjim imenom Ali En in vzdevkom RecycleMan, rojen kot Ali Džafić, je slovenski glasbenik, tekstopisec, scenarist, producent, ilustrator in multimedijski umetnik, 24. februar 1973, Kranj.
Je eden od pionirjev slovenskega rapa in funka in eden prvih slovenskih MC-jev, ki je na slovensko glasbeno sceno prodrl s prvencem Leva scena.

## Življenje in delo
V srednješolskih letih je začel glasbeno pot kot DJ, predvsem v Ljubljani, v klubih K4 in nekdanjem klubu Palma, park Tivoli. Kot skejter je so-vodil tudi oddajo SkateTV na slovenski nacionalni televiziji v okviru oddaje Studio City. Z ustvarjanjem glasbe je začel kmalu kot gost DJ v ljubljanski skupini RC Rappers, kjer je hitro prevzel vlogo glavnega vokalista. V istem času je bil tudi gost vokalist v funk rock skupini Peyotle Crunch, nato pa je po razpustitvi RC Rappers, ustanovil in postal vokalist ljubljanske funk zasedbe Heavy Les Wanted, kateri je dal tudi ime. V začetku 90h let je uradno spremenil svoje ime v Ali En in sodeloval pri več različnih glasbenih in gledaliških projektih, hkrati pa ustvarjal material za svoj prvenec in se začel podajati v samostojne vode.

### Ali En
Na albumu Leva scena je sodelovalo več glasbenikov, h končni podobi pa je poleg Ali Ena največ prispeval še basist Mitja Kavec. Po glavnem končanem snemanju meseca avgusta, je bil album izdan decembra leta 1994 pri založbi Mačji disk/Prodok, katere lastnik in ustanovitelj je bil Tone Stojko, s katerim sta sodelovela že pri snemanju bmx in skate TV oddaj na RTVSLO in A-Kanalu. Skladbi Leva scena in Stremetzsky, s katerima je promoviral prihajajoči album, so zaradi eksplicitnih in za tiste čase presenetljivo neposrednih besedil pritegnile veliko pozornost v javnosti. Zaradi tega jih marsikatere radijske postaje niso hotele vrteti in nekatere celo eksplicitno cenzurirale, kar se ni v Sloveniji zgodilo že dobro desetletje od zamrtja punk glasbe. Vseeno so postale hiti, tudi na račun rednega predvajanja na Radiu Študent in takrat novonastalih postajah Gama MM ter Radio Salomon. Album je doživel buren odziv, predvsem s strani glasbenikov, ki se jih je Ali En lotil v besedilih, kot sta Tomaž Domicelj in Jan Plestenjak. Danes velja za prelomni dogodek slovenske rap in hip-hop scene. Največja uspešnica z albuma pa je postala skladba o bureku »Sirni & mesni«, za katero je nastal tudi videospot, kar avtorju ni bilo najbolj pogodu, saj je šlo za sicer komično skladbo z neangažiranim besedilom. Spomladi 1995 je sledila turneja z bendom v sestavi Ali En (vokal in scratch),  Kristijan Pavlin (el-kitara), Tomaž Zver (bobni), Mitja Kavec (bas) in štiri-članska brass sekcija. Turneja je bila kljub 'samo' dvanajstim nastopom odmevna in obiskana. V novogoriškem Zelenem Gaju, so jim bili predskupina Avtomobili. Vrhunec pa je predstavljal nastop v Ljubljani, kjer je Ali En in bend v Hali Tivoli 22.februarja 1995 nastopil kot predskupina Beastie Boys. Leva scena je bila prodajno izjemno uspešna; založnik je z izdajanjem ponatisov končal po enem letu in prodanih je bilo 5000 CD-jev ter 1000 kaset (dodaten ponatis je izšel ob peti obletnici albuma), kar je v Sloveniji zlata naklada. Ali En je postal tudi glasbeni debitant leta in prejel nagrado zlata nota na Bledu, ki pa jo je zavrnil z besedami, da zamenja nagrado za skejt, ker ne more sprejeti nagrade od leve scene, ki je ne spoštuje.
Ali En se je po tistem pojavil kot so-avtor, gost vokalist in DJ na izdajah skupin Heavy Les Wanted, ob njihovem prvem in edinem istoimenskem albumu (2016) in Borghesia, ter kompilacijah Trans-Slovenija-Express in Limonada (Grapefruit Teater). V istem času je tudi eno leto pisal za tednik Mladina, glasbeno pa se je odmaknil od sloga albuma in vrtel predvsem acid jazz, funk in drum'n'bass glasbo v klubih Palma, K4 in Ambasadi Gavioli pod umetniškim imenom DJ Poha. Z eksperimentiranjem z marihuano in plesnimi drogami, na kar namiguje ta nadimek, je kasneje zaključil in postal promotor ibogainske terapije. Do leta 1998 je začasno končal s pojavljanjem v medijih. V tem času je spoznal ženo Mirando, s katero se je preselil na Rakitno. Leta 1999 sta se poročila. Istega leta je spet enkrat oživil lik Ali Ena in izdal svoj drugi uspešni album z naslovom Smetana za frende, ki je glasbeno bolj plesno orientiran in eksperimentalen od prvenca, besedila so bolj pozitivno naravnana in osveščevalno orientirana. Album je bil pospremljen s štirindvajsetimi promocijskimi nastopi širom Slovenije.

### Dalaj Eegol
Leta 1999 si je znova uradno spremenil ime, tokrat v Dalaj Eegol (»Dalaj« v mongolščini pomeni ocean in »Eegol« krog). Njegov tretji album z naslovom Red'a'red, izdan leta 2003 pri lastni založbi Kerubin, je bil po slogu eksperimentalno-elektronski projekt, ki pri občinstvu ni doživel uspeha, a postavil nov mejnik v njegovem ustvarjanju. Dve leti kasneje konec leta 2005 je izšel album z naslovom D'Rap, ki je bil v osnovi otroški projekt Atoom, kjer so sodelovali: Livia Frua, Tim Široka, Inan DuSwami in Petra Bartol. Album je kot vse prejšnje tudi produciral, a zaradi selitve v Indijo te plošče ni promoviral. Z ženo sta se januarja 2006 preselila na jugovzhod Indije, v mednarodno mesto Auroville, kjer sta ustanovila Kerubin Art Center, ki se je leta 2016 preimenoval v ZEN+ in deluje v multimedijskih umetniških disciplinah.
V zadnjih letih je bolj aktiven na vizualnem področju, sedaj se ukvarja predvsem z ilustriranjem in multimedijskimi vsebinami. Izdal je dva neglasbena CD-Roma, Stoli/Chairs in Kodeks (l. 2006). Leta 2004 je izdal DVD Manhattan NY, na katerem je šest videospotov, ustvarjenih za multimedijske prireditve. Z ženo sta izdala tudi otroško pravljico Mala morska deklica in njen delfin v knjižni in CD-ROM obliki. Miranda je sicer izvirno zgodbo napisala v angleščini, Dalaj pa je prispeval dvanajst ilustracij. Občasno se še vračata v Slovenijo, kjer predstavljata svoje umetniške projekte.

### RECYCLEMAN
Leta 2009 je znova začel koncertirati v Sloveniji z live bendom, tokrat pod novim imenom Recycleman. Nadaljeval je tudi z DJ kariero in se pojavljal v vlogi napovedovalca in povezovalca prireditev Rolka (2011-2018) ter FlowGrind.

## Albumi
Pod imenom Ali En:
- Leva scena (1994)
- Smetana za frende (1999)

Pod imenom Dalaj:
- Red'a'Red (2003)
- D'Rap (2005)

Pod imenom RecycleMan
- RecycleMan (2013)
- KWA (2020)